# Achraf Douiri
Achraf Douiri (Ámsterdam, Países Bajos, 27 de noviembre de 1999) es un futbolista neerlandés que juega de delantero en el F. C. Volendam de la Eredivisie.

## Estadísticas

### Clubes
Actualizado al último partido disputado el 11 de febrero de 2024.
| Club                          | Div.          | Temporada     | Liga  | Liga  | Copas nacionales | Copas nacionales | Copas internacionales | Copas internacionales | Total | Total |
| Club                          | Div.          | Temporada     | Part. | Goles | Part.            | Goles            | Part.                 | Goles                 | Part. | Goles |
| ----------------------------- | ------------- | ------------- | ----- | ----- | ---------------- | ---------------- | --------------------- | --------------------- | ----- | ----- |
| F. C. Volendam · Países Bajos | 2.ª           | 2021-22       | 11    | 2     | 0                | 0                | —                     | —                     | 11    | 2     |
| F. C. Volendam · Países Bajos | 1.ª           | 2022-23       | 9     | 0     | 0                | 0                | —                     | —                     | 9     | 0     |
| F. C. Volendam · Países Bajos | 1.ª           | 2023-24       | 7     | 0     | 1                | 0                | —                     | —                     | 8     | 0     |
| F. C. Volendam · Países Bajos | Total club    | Total club    | 27    | 2     | 1                | 0                | 0                     | 0                     | 28    | 2     |
| Total carrera                 | Total carrera | Total carrera | 27    | 2     | 1                | 0                | 0                     | 0                     | 28    | 2     |